# Miguel Navarro Molina
Miguel Navarro Molina (Lorca, Región de Murcia, 17 de febrero de 1952 - Lorca, 19 de enero de 2016) fue presidente de la Asamblea Regional de Murcia, diputado autonómico y alcalde de Lorca.

## Biografía
Miguel Navarro nació el 17 de febrero de 1952 en el barrio de San Cristóbal, en la ciudad de Lorca. Estaba casado y tenía cinco hijos. Antes de 1976, año en el cual entró en política, ejerció como maestro de educación primaria y pedagogía terapéutica. Falleció el 19 de enero de 2016 a los 63 años de un paro cardíaco.

## Trayectoria política
Fue diputado en la Asamblea Regional de Murcia durante la I, II, III y IV legislatura, llegando a ocupar desde 1987 el cargo de Presidente de la Asamblea Regional de Murcia. Durante sus dos mandatos en el Parlamento regional concentró sus esfuerzos en la reforma del reglamento de la cámara y tendió puentes hacia la sociedad, mediante proyectos de colaboración con entidades regionales de reconocido prestigio.
En ese período como presidente vivió en primera persona la quema de la sede parlamentaria el 3 de febrero de 1992, tras los disturbios que se produjeron en aquella fecha, con motivo de la conflictividad laboral existente en la ciudad de Cartagena.
En 1993 le sucede en la presidencia José Plana, al renunciar al cargo por ser nombrado alcalde de Lorca.
Ocupó la alcaldía de Lorca tras la renuncia de José Antonio Gallego y ganando después las elecciones municipales de 1995, 1999 y 2003. 
Tras su llegada al Ayuntamiento trabajó para la reconversión del modelo socioeconómico del municipio con el objetivo de diversificar la economía local y dar más protagonismo al sector terciario ante el exceso de peso del primario.
Tras 14 años de gobierno municipal, se convirtió en el alcalde con mayor permanencia en el cargo desde la restauración de la democracia y el que ha gobernado en más ocasiones con mayoría absoluta en el municipio.
El 25 de julio de 2006, dimitió como alcalde siendo sucedido el 2 de agosto de ese mismo año por Leoncio Collado.

### Caso Limusa
El 26 de mayo de 2009, Miguel Navarro fue detenido por una supuesto delito de malversación de caudales públicos. También junto a él fue detenidos el exconcejal de empresas municipales entre 1999 y 2003, Jesús Molina. A estas detenciones se sumaba la del, entre otros, exgerente de la empresa Limpieza Municipal de Lorca S.A. (Limusa), Francisco Gil Eguino, a principios de marzo de ese año.
Durante la investigación el fiscal cambió la acusación contra Miguel Navarro de 
malversación, como estuvo acusado al principio del caso, a un delito de prevaricación. Así se le atribuyeron a Navarro facturas personales en restaurantes por un importe de 3742 euros y que estas habían sido cargadas a la empresa pública Limusa. Finalmente el fiscal consideró que, al ser la cuantía de las facturas por un importe inferior a 4000 euros, el delito había prescrito. El mismo fiscal, Juan Pablo Lozano, afirmó de forma tajante que «el delito existió, pero ha prescrito».
El exalcade y expresidente de la Asamblea Regional, preguntado por los periodistas sobre las facturas de comidas cargadas a Limusa explicó que «podría ser que la partida presupuestaria estuviera agotada y se acordase un cargo o desvío a Limusa» y que «muchas de las comidas podrían corresponder a cuestiones de trabajo a pesar de ser en fin de semana», referido a que muchas de esas comidas fueron celebradas en sábados y domingos.